# كورت أيسنر (سياسي ألماني)
كورت أيسنر (بالألمانية: Kurt Eisner) (14 أيار 1867 في برلين؛ 21 شباط 1919 في ميونيخ) كان سياسي وصحفي وكاتب ألماني. اشتهر بتزعمه ثورة نوفمبر 1918 في ميونيخ. من 8 نوفمبر 1918 حتى اغتياله العنيف 21 شباط 1919 شغل منصب أول رئيس وزراء لولاية بافاريا الحرة.

## التعليم
تعلم في ثانوية أسكانين ‏، وجامعة هومبولت في برلين.

## روابط خارجية
- كورت أيسنر (سياسي ألماني) على موقع IMDb (الإنجليزية)
- كورت أيسنر (سياسي ألماني) على موقع الموسوعة البريطانية (الإنجليزية)